# Net.art
 (février 2020).
Si vous disposez d'ouvrages ou d'articles de référence ou si vous connaissez des sites web de qualité traitant du thème abordé ici, merci de compléter l'article en donnant les références utiles à sa vérifiabilité et en les liant à la section « Notes et références ».

Générateur Poïétique le 23 mars 2005, exemple de Net.art.

Net.art (net dot art) désigne les créations interactives conçues par, pour et avec le réseau Internet, par opposition aux formes d’art plus traditionnelles transférées sur le réseau.
Dans une acception plus large, ce vocable est synonyme d'art en ligne ou d'art en réseau.

## Historique
Net.art est un terme inventé par l'informaticien et homme de radio allemand Pit Schultz en 1995 et repris par un petit groupe d'artistes pour désigner leurs pratiques artistiques sur internet.  Ces artistes, ainsi que Pit Schultz, étaient présents sur la liste Nettime et partageaient un intérêt commun pour l'art. Ce groupe s'est rencontré physiquement en janvier 1996 lors du festival Next Five Minutes à Amsterdam. Ainsi Heath Bunting et Vuk Cosic ont rencontré Alexei Shulgin (en) qui a rencontré Jodi (duo composé de Joan Heemskerk et Dirk Paesmans), rejoints, plus tard, par Olia Lialina. 
Depuis la seconde moitié des années 1990, le Net.art désigne ainsi les créations interactives conçues par, pour et avec le réseau Internet, par opposition aux formes d’art plus traditionnelles transférées sur le réseau. Le chercheur et artiste Ramzi Turki se saisit de la plateforme Facebook comme d’un lieu d’échange artistique. 
Des galeries virtuelles et des revues électroniques  apparaissent et se consacrent à cette forme d’art naissant, relayées par de nombreux groupes de discussion et forums en ligne initiés par les artistes eux-mêmes. 
Pour les mondes de l’art, l’originalité d’Internet tient à ce qu’il propose simultanément un support, un outil et un environnement créatif. On entend par support, sa dimension de vecteur de transmission, dans le sens où Internet est son propre diffuseur ; par outil, sa fonction d’instrument de production, qui donne lieu à des usages et génère de nouvelles œuvres artistiques ; et par environnement, enfin, le fait qu’Internet constitue un espace habitable et habité. Dans ce contexte, le travail artistique vise au moins autant la conception de dispositifs interactifs que la production de formes de vies en ligne ou d’occupation du réseau. Internet y est tout autant investi comme un atelier que comme un lieu d'exposition. Le site Internet, la page d'accueil, le blog, le courriel et les listes diffusion ou forums de discussion constituent les cadres de sociabilités renouvelées, que les développements récents du « Web 2.0 » ont radicalisés. 
En mai 1998, lors d'une rencontre à Banff (Centre for the Arts, Alberta, Canada), Heath Bunting, Vuk Cosic et Alexei Shulgin décident de proclamer la mort du Net.art.

## Dissémination du terme
Dans une forme de contestation de l'appropriation du terme par un groupe restreint, des artistes associent leurs pratiques au terme Net.art, webart, net-art, ou encore netart. Cette acception plus large est alors synonyme d'art en ligne ou d'art en réseau. Au terme de ces quinze années d’existence, on note en effet que[style à revoir] le vocable Net.art s’est largement imposé au détriment de qualifications antérieures et concurrentes comme « art Internet », « art réseau », « cyberart » ou encore « webart » qui manquaient à clairement distinguer l’art sur le réseau de l’art en réseau[source secondaire souhaitée]. 
Des expériences d'art en réseau, comme le Générateur Poïétique, ou Incident.net, qui existaient avant l'invention de tous ces termes, et existe encore après, ne peut pas manquer d'interroger sur les mécanismes à l’œuvre dans l'irruption de ces mouvements[Interprétation personnelle ?].

### Sources
(février 2024).
- Archives de l'université de Nice Sophia-Antipolis, Fred Forest, Pour un art actuel : l'art à l'heure d'Internet, l'Harmattan, Paris 2005 nombreux articles de presse dont Le Monde, 13-14 octobre 96/Supplément Multimedia. « Une œuvre virtuelle à Drouot » par Agnès Batifoulier.
- Jean-Paul Fourmentraux, Art et Internet, Paris, CNRS éditions, 2005  (nouvelle édition augmentée en 2010).